# Agrupación Deportiva Ceuta Fútbol Club
|  | No s'ha de confondre amb Agrupación Deportiva Ceuta. |

La Agrupación Deportiva Ceuta Fútbol Club és un club de futbol espanyol de la ciutat de Ceuta.
Va ser fundat l'any 1956 després de la fusió de Sociedad Deportiva Ceuta i Atlético Tetuán, amb el nom Club Atlético de Ceuta. Agafà la plaça del Tetuán a segona divisió, on romangué durant sis temporades.
El 2013 adoptà el nom Agrupación Deportiva Ceuta Fútbol Club, adoptant els colors i logo del desaparegut AD Ceuta.

## Història

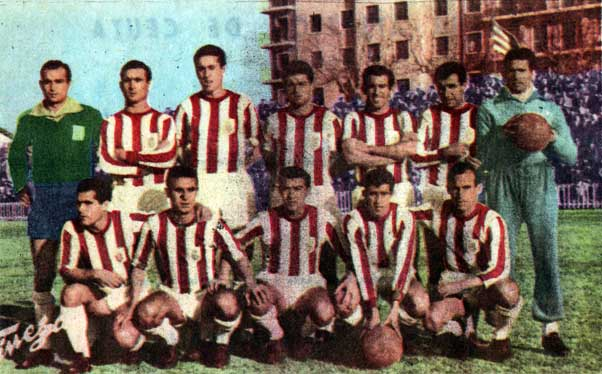
El Club Atlético de Ceuta als seus inicis

El 1956, després de la independència del Marroc, els jugadors i directius del C. Atlètic de Tetuan (club que havia estat fundat durant el Protectorat espanyol del Marroc) es van traslladar a la veïna ciutat de Ceuta, on es van fusionar amb la SD Ceuta per fundar el Club Atlético de Ceuta. El nou club va ocupar la plaça del C. Atlètic de Tetuan a la Segona divisió espanyola, on seguiria militant durant més d'una dècada. La seva millor classificació va ser el subcampionat a la temporada 1960-61, la qual cosa li va permetre disputar la promoció d'ascens a Primera divisió, però va ser derrotat per l'Elx CF.
Va baixar a Tercera divisió el 1968. Des dels anys setanta i vuitanta del segle passat s'ha mogut sempre per les categories regionals, amb un pas fugaç per la Tercera Divisió la temporada 1977-78. El 1989 va tornar a Tercera Divisió. La seva temporada més notable va ser la 1993-94, en què, de la mà de Jaco Zafrani com a entrenador i Francisco Cervantes com a president, va estar a punt de classificar-se per als play offs d'ascens a Segona Divisió B. El 1995 va tornar a categoria regional fins al 2006, quan va aconseguir un nou ascens a tercera divisió després d'establir un rècord de 40 victòries consecutives.
A la temporada 2012/13 participa al Grup X de la Tercera Divisió gràcies a l'ascens aconseguit la temporada anterior. En aquesta comença un procés de fusió amb l'AD Ceuta, equip que havia patit un descens administratiu a Tercera Divisió en aquesta mateixa campanya per problemes econòmics, sent el motiu d'aquesta unió la conveniència que només hi hagués un equip de la ciutat ceutí en aquesta categoria degut, entre altres motius, a la retirada de les ajudes econòmiques del Govern de Ceuta als equips professionals de futbol per la crisi econòmica i a la unió de les dues aficions. Tot i que la solució de fusió va ser inviable a causa de l'elevada quantitat deguda de l'Associació Esportiva, es va optar per una fusió encoberta, en què es va conservar la plaça de l'Atlètic, i es van traspassar directius, equip tècnic i jugadors del primer a aquest. Es va sol·licitar a la Federació de Futbol de Ceuta un canvi de denominació, però no va ser acceptada per a aquesta temporada ja que es va presentar fora de termini. Tot i així, encara que oficialment la plaça continués sent del C. Atlético de Ceuta, els dirigents del nou equip pretenien que durant aquesta campanya fos conegut pels aficionats com a Asociación Deportiva Atlético de Ceuta (A.D.A. Ceuta). Com a símbol d'aquesta unió, l'equip va canviar la seva clàssica indumentària de franges blanc-i-vermelles al blanc propi de l'AD Ceuta, així com l'adopció del seu escut.
Finalment, el juny del 2013 es va produir el definitiu canvi de denominació del club. Al principi es va estudiar la possibilitat que fos Sociedad Deportiva Ceuta, recordant l'antic equip amb el mateix nom del que va ser origen aquest club, però a última hora es va decidir que el nom fos Agrupación Deportiva Ceuta Fútbol Club (A.D. Ceuta F.C.). Van pretendre recuperar el nom de la desapareguda el 1991 Agrupación Deportiva Ceuta, però afegint-li l'afegitó FC per la impossibilitat d'utilitzar la denominació d'un club que es va extingir pels seus deutes. També es va adoptar un nou escut, el qual és molt similar al de la desapareguda Asociación Deportiva Ceuta amb l'afegit de les sigles FC sobre la pilota que apareix al centre.

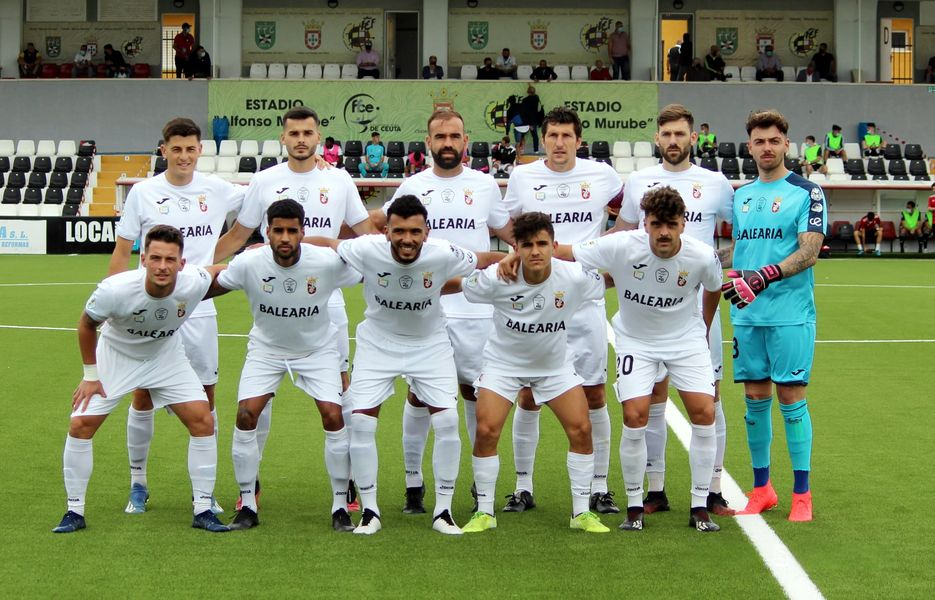
AD Ceuta FC la temporada 2020-21.

Durant la temporada 2020/21, en la transició entre Segona B, Tercera Divisió i Regional Preferent amb el nou sistema de divisions (Primera Federació, Segona RFEF i Tercera RFEF), el Ceuta va aconseguir pujar de Tercera Divisió a Segona RFEF als Playoff d'ascens, en derrotar el CD Ciudad de Lucena i el Xerez CD a les eliminatòries disputades.
Com a continuació a l'èxit de la temporada 20/21, al següent any (temporada 21/22) el club aconsegueix ascendir de nou de Segona RFEF a Primera Federació, aconseguint l'anhelat ascens als playoff disputats a Alcoi i Elda, als creuaments davant el CDA Navalcarnero primer i finalment a la final davant l'Unión Adarve, tots dos guanyats per 2-0.
El 19 de gener del 2023, es va disputar a l'Estadi Municipal Alfonso Murube una eliminatòria de vuitens de final de la Copa del Rei davant del Futbol Club Barcelona amb derrota dels ceutís per 0-5.

### Evolució del nom
- 1956-92 Club Atlético de Ceuta
- 1992-94 Ceuta Atlético Club
- 1994-12 Club Atlético de Ceuta
- 2012-13 Asociación Deportiva Atlético de Ceuta (fuisó amb AD Ceuta)
- 2013-avui Agrupación Deportiva Ceuta Fútbol Club

### Evolució dels principals clubs de Ceuta
Denominacions i dates d'existència dels principals clubs de Ceuta:
- Ceuta Sport Club (1932-1941) → Sociedad Deportiva Ceuta (1941-1956)
- Club Atlético Ceuta (1956–2013) → Agrupación Deportiva Ceuta Fútbol Club (2013–)
- Club Deportivo Imperio de Ceuta (1958–)
- Agrupación Deportiva Ceuta (1969–1991)
- Club Ceutí Atlético (1996–1997)
- Asociación Deportiva Ceuta (1997–2012)

## Estadi
L'Agrupación Deportiva Ceuta Fútbol Club juga els seus partits com a local a l'estadi Municipal Alfonso Murube. És un camp de futbol de la ciutat de Ceuta, situat a l'Avinguda d'Otero s/n, i de propietat municipal. Pren el nom d'Alfonso Murube, antic futbolista del Ceuta Sport i compta amb una capacitat de 6500 espectadors.

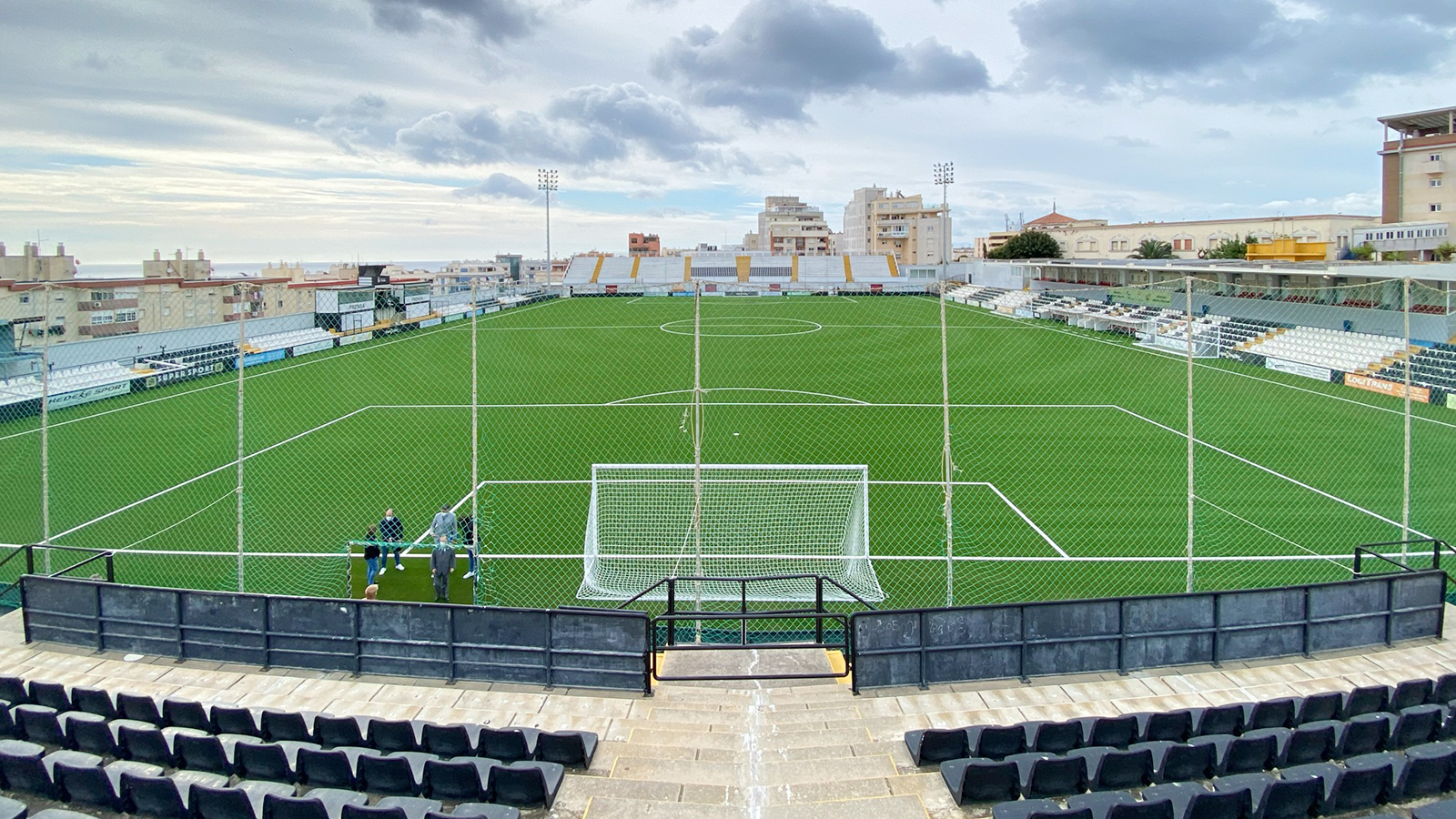
Estadi Alfonso Murube vist des de fons nord

## Plantilla 2025-26
A 15 agost 2025
| N. | Pos. | Nac. | Jugador            |
| -- | ---- | --- | ------------------ |
| 1  | POR  | [[Fitxer:Flag of Spain.svg\|23x15px\|border \|alt=Espanya\|link=Selecció de futbol d'Espanya\|{{#if:\|]]                        | Pedro López        |
| 2  | DEF  | [[Fitxer:Flag of Spain.svg\|23x15px\|border \|alt=Espanya\|link=Selecció de futbol d'Espanya\|{{#if:\|]]                        | Manu Sánchez       |
| 3  | DEF  | [[Fitxer:Flag of Spain.svg\|23x15px\|border \|alt=Espanya\|link=Selecció de futbol d'Espanya\|{{#if:\|]]                        | José Matos         |
| 4  | DEF  | [[Fitxer:Flag of Catalonia.svg\|23x15px\|border \|alt=Catalunya\|link=Selecció de futbol de Catalunya\|{{#if:\|]]               | Albert Caparrós    |
| 5  | MIG  | [[Fitxer:Flag of Morocco.svg\|23x15px\|border \|alt=Marroc\|link=Selecció de futbol del Marroc\|{{#if:\|]]                      | Youness Lachhab    |
| 6  | DEF  | [[Fitxer:Flag of Spain.svg\|23x15px\|border \|alt=Espanya\|link=Selecció de futbol d'Espanya\|{{#if:\|]]                        | Carlos Hernández   |
| 7  | MIG  | [[Fitxer:Flag of Spain.svg\|23x15px\|border \|alt=Espanya\|link=Selecció de futbol d'Espanya\|{{#if:\|]]                        | Aisar Ahmed        |
| 8  | DAV  | [[Fitxer:Flag of Spain.svg\|23x15px\|border \|alt=Espanya\|link=Selecció de futbol d'Espanya\|{{#if:\|]]                        | Kuki Zalazar       |
| 10 | MIG  | [[Fitxer:Flag of Spain.svg\|23x15px\|border \|alt=Espanya\|link=Selecció de futbol d'Espanya\|{{#if:\|]]                        | Cristian Rodríguez |
| 11 | DAV  | [[Fitxer:Flag of Spain.svg\|23x15px\|border \|alt=Espanya\|link=Selecció de futbol d'Espanya\|{{#if:\|]]                        | Juanto Ortuño      |
| 13 | POR  | [[Fitxer:Flag of Spain.svg\|23x15px\|border \|alt=Espanya\|link=Selecció de futbol d'Espanya\|{{#if:\|]]                        | Guillermo Vallejo  |
| 14 | MIG  | [[Fitxer:Flag of France (1794–1815, 1830–1974).svg\|23x15px\|border \|alt=França\|link=Selecció de futbol de França\|{{#if:\|]] | Yann Bodiger       |

| N. | Pos. | Nac. | Jugador                                         |
| -- | ---- | --- | ----------------------------------------------- |
| 15 | DEF  | [[Fitxer:Flag of Spain.svg\|23x15px\|border \|alt=Espanya\|link=Selecció de futbol d'Espanya\|{{#if:\|]]                         | Diego González                                  |
| 16 | DEF  | [[Fitxer:Flag of Spain.svg\|23x15px\|border \|alt=Espanya\|link=Selecció de futbol d'Espanya\|{{#if:\|]]                         | Carlos Redru                                    |
| 17 | DEF  | [[Fitxer:Flag of Spain.svg\|23x15px\|border \|alt=Espanya\|link=Selecció de futbol d'Espanya\|{{#if:\|]]                         | Gonzalo Almenara                                |
| 19 | MIG  | [[Fitxer:Flag of Spain.svg\|23x15px\|border \|alt=Espanya\|link=Selecció de futbol d'Espanya\|{{#if:\|]]                         | Rubén Díez                                      |
| 20 | MIG  | [[Fitxer:Flag of Spain.svg\|23x15px\|border \|alt=Espanya\|link=Selecció de futbol d'Espanya\|{{#if:\|]]                         | Andy Escudero                                   |
| 21 | DAV  | [[Fitxer:Flag of Spain.svg\|23x15px\|border \|alt=Espanya\|link=Selecció de futbol d'Espanya\|{{#if:\|]]                         | Manu Vallejo                                    |
| 22 | DAV  | [[Fitxer:Flag of Côte d'Ivoire.svg\|23x15px\|border \|alt=Costa d'Ivori\|link=Selecció de futbol de la Costa d'Ivori\|{{#if:\|]] | Kialy Abdoul Kone                               |
| 23 | MIG  | [[Fitxer:Flag of Morocco.svg\|23x15px\|border \|alt=Marroc\|link=Selecció de futbol del Marroc\|{{#if:\|]]                       | Anuar                                           |
| 24 | DEF  | [[Fitxer:Flag of Spain.svg\|23x15px\|border \|alt=Espanya\|link=Selecció de futbol d'Espanya\|{{#if:\|]]                         | Yago Cantero                                    |
| 26 | MIG  | [[Fitxer:Flag of Côte d'Ivoire.svg\|23x15px\|border \|alt=Costa d'Ivori\|link=Selecció de futbol de la Costa d'Ivori\|{{#if:\|]] | Aboubacar Bassinga (cedit per la UD Las Palmas) |
| 28 | MIG  | [[Fitxer:Flag of Nigeria.svg\|23x15px\|border \|alt=Nigèria\|link=Selecció de futbol de Nigèria\|{{#if:\|]]                      | Bless Aniekan                                   |